# Сараев, Михаил Владимирович
Михаил Владимирович Сараев (1876—1914) — забайкальский казак, есаул, участник Первой мировой войны.

## Биография
Родился 10 сентября 1876 года, образование получил в Иркутской военно-фельдшерской школе, Иркутском юнкерском училище и офицерской кавалерийской школе.
7 февраля 1898 года произведён в хорунжие 1-го Аргунского полка Забайкальского казачьего войска.
В 1900—1901 годах принимал участие в Китайской кампании против боксёров, за отличие награждён орденами св. Анны 4-й степени и св. Станислава 3-й степени с мечами и бантом. 7 февраля 1902 года произведён в сотники.
В 1904—1905 годах Сараев сражался на Дальнем Востоке с японцами и за отличия в этой кампании был награждён тремя орденами: св. Владимира 4-й степени с мечами и бантом, св. Анны 3-й степени с мечами и бантом и св. Анны 2-й степени с мечами. Также 7 ноября 1904 года он получил чин подъесаула.
Продолжая службу в Аргунском казачьем полку Сараев 7 ноября 1908 года был произведён в есаулы.
С самого начала Первой мировой войны Сараев находился на русско-немецком фронте. Погиб в бою 19 октября 1914 года. Высочайшим приказом от 17 апреля 1915 года посмертно награждён орденом св. Георгия 4-й степени
За то, что в бою 19 октября 1914 г. у сел. Олешно, командуя тремя сотнями своего полка, стойко сдерживал спешенными частями заседавшего на бригаду противника, выручил её из тяжёлого положения и дал возможность спокойно отойти. В конце же боя, получив приказание отойти, был убит.